# Вагнер, Мартин
Ма́ртин Ва́гнер (нем. Martin Wagner; 24 февраля 1968, Оффенбург) — немецкий футболист, играл на позиции полузащитника и крайнего защитника.

## Карьера
Во время своей профессиональной карьеры Мартин Вагнер играл в Бундеслиге за клубы «Нюрнберг», «Кайзерслаутерн» и «Вольфсбург». В составе «Кайзерслаутерна» он стал чемпионом и обладателем Кубка Германии. В финале Кубка против «Карлсруэ» Вагнер забил победный гол. Однако, несмотря на победу в Кубке, «Кайзерслаутерн» вылетел во вторую Бундеслигу.
Свою карьеру Вагнер закончил в 2001 году в «Вольфсбурге».
В 1993—1994 годах Вагнер сыграл 6 матчей за сборную Германии и принимал участие в чемпионате мира 1994 года, где сборная Германии дошла до 1/4 финала.
После окончания профессиональной карьеры Вагнер работал футбольным агентом. Он также работал детским тренером в клубе FV Ebersweier.

## Достижения
- Чемпион Германии: 1998
- Серебряный призёр чемпионата Германии: 1994
- Обладатель кубка Германии: 1996